# Nhà núi lửa học
Nhà núi lửa học hay nhà nghiên cứu núi lửa là một nhà địa chất học nghiên cứu về núi lửa học. Ngành khoa học này nghiên cứu các quá trình liên quan đến sự hình thành và hoạt động phun trào của núi lửa, sự phun trào hiện tại và lịch sử của nó .
Các nhà nghiên cứu núi lửa thường xuyên ghé thăm núi lửa, đặc biệt là núi đang hoạt động, để theo dõi các vụ phun trào núi lửa, thu thập các sản phẩm phun trào bao gồm tefrit (tephra) (gồm tro hoặc đá bọt [pumice]), đá và dung nham. Một trọng tâm chính của cuộc điều tra là dự đoán của phun trào. Song dẫu vậy thì cho đến nay không có cách nào chính xác để làm việc này, nhưng dự đoán các vụ phun trào có thể làm giảm tác động đến các quần thể xung quanh và có thể cứu được nhiều mạng sống .

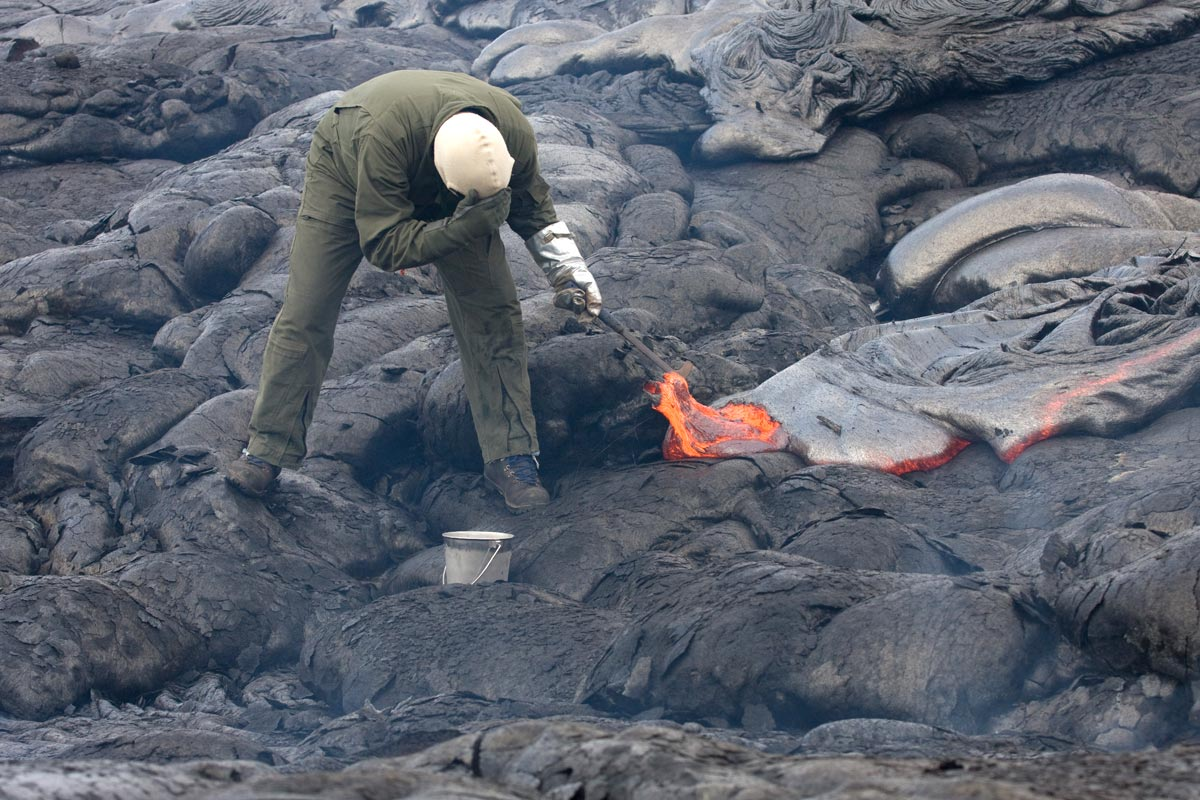
Nhà núi lửa học lấy mẫu dung nham bằng búa đá và xô nước

## Các nhà núi lửa học có danh tiếng
- Plato (428–348 BC).
- Pliny the Elder (23–79 AD).
- Pliny the Younger (61–c. 113 AD).
- Déodat Gratet de Dolomieu (1750–1801)
- Georges Louis Leclerc, Bá tước xứ Buffon (1707–1788)
- George P. L. Walker (1926–2005)
- Katia Krafft (1942–1991) và Maurice Krafft (1946–1991), người Pháp, tử nạn ngày 3/06/1991 trong dòng nham pyroclastic ở núi Unzen, Nhật Bản [3]
- David A. Johnston (1949–1980), chết vì tai nạn năm 1980 khi quan sát Núi St. Helens [4]
- Keith Rowley, Thủ tướng Trinidad và Tobago